# مطالعات نسل‌کشی
مطالعات نسل‌کشی رشته‌ای دانشگاهی است که به پژوهش درباره نسل‌کشی می‌پردازد. نسل‌کشی در اواسط دهه ۱۹۴۰ با کارهای رافائل لمکین به یک رشته تبدیل گشت که این اصطلاح را ابداع نمود و شروع به تحقیق در مورد این مسئله کرد و موضوعات اولیه آن نسل‌کشی ارمنی‌ها و هولوکاست بودند.

## کتابشناسی
- Bloxham, Donald; Moses, A. Dirk (2010). "Editors' Introduction: Changing Themes in the Study of Genocide".  In Bloxham, Donald; Moses, A. Dirk (eds.). The Oxford Handbook of Genocide Studies. New York: Oxford University Press. pp. 1–15. doi:10.1093/oxfordhb/9780199232116.013.0001. ISBN 978-0-19-923211-6.
- Moses, A. Dirk (2010). "Raphael Lemkin, Culture, and the Concept of Genocide".  In Bloxham, Donald; Moses, A. Dirk (eds.). The Oxford Handbook of Genocide Studies. New York: Oxford University Press. pp. 19ff. doi:10.1093/oxfordhb/9780199232116.013.0002. ISBN 978-0-19-923211-6.